# Jorge Fondebrider
Jorge Fondebrider (Buenos Aires, 1956) est un poète, critique et traducteur argentin.

## Recueils de poésie
Il a publié des ouvrages de poésie: Elegias (1983), Imperio de la luna (1987), Standards (1993), Los últimos tres años (2006), La extraña trayectoria de la luz. Poemas reunidos 1983–2013 (2016) et La suerte que nos toca (2022). Il a également eté traduit en anglais (The Spaces Between, une anthologie traduite par Richard Gwyn - Meirion House, Glan yr afon, Wales, U.K., Cinnamon Press, 2013) et du en suédois (De Tre Senaste Aren, traduit par Martin Uggla - Malmö, Sweden, Siesta Förlag, 2015).

## Essais historiques
Jorge Fondebrider a également publié La Buenos Aires ajena (2000), une histoire de la ville vue par les étrangers qui l’ont visitée de 1536 à 2000; Versiones de la Patagonia (2003), une histoire de la Patagonie, racontée à travers diverses versions des mêmes événements; Licantropía. Historias de hombres lobos de Occidente (2004 and 2015, republié sous le titre Historia de los hombres lobos, 2015, 2016 et 2017), une histoire de la lycanthropie dans le monde occidental à travers les âges; La París de los Argentinos (2010), qui est à la fois une histoire de l’immigration argentine en France et une histoire de France racontée par des témoins argentins; et Dublín (2019) et Una traducción de París (2023), carnets de voyage qui évoquent l’histoire de ces deux villes.

## Anthologies poétiques et essais critiques
Il a publié quatre anthologies de poésie argentine et des essais critiques sur la poésie et la culture. Entre autres, Conversaciones con la poesía argentina (1995), Tres décadas de poesía argentina (2006), Una antología de la poesía argentina. 1970-2008 (2008), Giannuzzi. Reseñas, artículos y trabajos académicos sobre su obra (2010), Otro río que pasa. Poesía argentina 1910-2010 (2010), Poésie récente d'Argentine. Une anthologie possible (2013), Cómo se ordena una biblioteca (2014), Cómo se empieza a narrar (2015), Poetas que traducen poesía (2015) et les œuvres complètes de César Fernández Moreno (1999) et Joaquín O. Giannuzzi (2009).

## Traductions du français et de l’anglais
Il a traduit de nombreux poètes français—Guillaume Apollinaire, Henri Deluy and Yves Di Manno, entre autres— dans l’anthologie Poesía francesa contemporánea. 1940–1997, mais aussi des ouvrages de prose: trois livres de Georges Perec, un de l’auteur canadien Lori Saint-Martin, et des versions annotées de Madame Bovary, Trois contes, Bouvard et Pécuchet (Gustave Flaubert), des contes de Guy de Maupassant et du Cœur des ténèbres (Joseph Conrad). Il a également traduit des auteurs gallois et écossais (Richard Gwyn, Patrick McGuinness, Owen Martell, Tom Pow) et des Américains (Jack London, Patricia Highsmith, J.P. Donleavy).
C’est un ardent promoteur de la culture irlandaise en Amérique latine, où il a fait découvrir aux lecteurs un grand nombre d’auteurs anglophones tels que Anthony Cronin (Dead as Doornails), Claire Keegan (Antarctica, Walk the Blue Fields, Foster, et Small Things Like These), Joseph O'Connor (Ghost Light), et Moya Cannon (une anthologie de sa poésie). Avec Gerardo Gambolini, il a sélectionné et traduit les textes de Poesía irlandesa contemporánea (1999), la première anthologie bilingue de poésie contemporaine irlandaise publiée dans un pays hispanophone. Il a également compilé et traduit des nouvelles irlandaises, un recueil de ballades anglo-écossaises et Peter Street & otros poemas (2008), du poète irlandais Peter Sirr.

## Club des Traducteurs littéraires de Buenos Aires
In 2009 il a co-fondé avec Julia Benseñor le Club des Traducteurs Littéraires de Buenos Aires.